# Philogenia monotis
Philogenia monotis är en trollsländeart som först beskrevs av Kennedy 1941.  Philogenia monotis ingår i släktet Philogenia och familjen Megapodagrionidae. Inga underarter finns listade i Catalogue of Life.